# كريم جخيور
كريم جخيور (1959 -) هو شاعر عراقي.

## حياته ونشأته
ولد في البصرة عام 1959، و هو شاعر عراقي معاصر و له العديد من القصائد و المؤلفات

## مسيرته
كريم جخيور بدأ النشر في الصحف في منتصف الثمانينيات، وفي عام 1996، أصدر مجموعته الاولى (خارج السواد)
إعتقال في عام 1996 من قبل المخابرات العراقية في زمن النظام السابق وإفراج عنه بعد سنة كاملة، أضطر للعيش في محافظة صلاح الدين، وعاد بعدها إلى البصرة من جديد ومن
ثم تعاقبت بعدها مجاميعه الشعرية، التي حققت نجاحا وشهرة في المشهد الشعري.
رئيس إتحاد أدباء البصرة منذ عام 2010 حتى نهاية عام 2016
```
ويعد الشاعر كريم جخيور  من أبرز شعراء قصيدة النثر 
```

حققت اشعره شهرة واسعة و أعيد طباعتها في أكثر من دولة مثل الكويت والمغرب وتونس
وترجمت قصائد إلى الفرنسية والألمانية والإنكليزية والفارسية.
ناظر محطة قطار البصرة الذي أصبح علامة فارقة في المشهد الشعري العربي
وهو عضو اتحاد الأدباء والكتاب في العراق، وعضو اتحاد الأدباء والكتاب العرب منذ 1995، ورئيس اتحاد الأدباء والكتاب في البصرة منذ 2010 إلى عام 2016، ورئيس للجنة التحضيرية لـمهرجان المربد للأعوام من 2010 إلى 2016..

## أعماله
قصائد
- الثعالب لاتقود الى الورد
- مراسيم الدخول إلى الجنة
- يطعنون الهواء برماح من خشب
- مراثي فوزية
- ربما يحدق الجميع
- لا أحبك عارية
- شق في قميص العائلة
- مذكرات معتقل[3][3]

## أعلام
كتبه الشاعر والمترجم ياسين طه حافظ في جريدة (المدى): كريم جخيور يقدم المحلي عالمياً"
و الناقد الكبير فاضل ثامر: هذا الجيل هو جيل كريم جخيور.
وكتب عنه الناقد جاسم الخالدي هو من الشعراء العراقيين القلائل الذين يكتبون قصيدة النثر ليس على النموذج الفرنسي المترجم بل بطريقة خاصة يمكن تسميتها الطريقة العراقية في كتابة قصيدة نثر عربية جامعة لكل اشتراطات القصيدة بناءً ولغة ومضامين
وقال عنه الشاعر الكبير كاظم الحجاج
```
اذا كان لي توأم في الفكر الوطني الآن ..
```

و إذا كان لي (شقيق) في الرأي بالأشياء وبالآخرين .. سرا
وعلنا. ثم أذا كان هناك من يشبه شعري شعره
فهو كريم .. نحن توأم على مابيننا من عشرين عاما